# スチュアート・ダラス
スチュアート・アラン・ダラス（Stuart Alan Dallas、1991年4月19日  - ）は、北アイルランド・ティロン県クックスタウン出身の元プロサッカー選手。元北アイルランド代表。現役時代のポジションは、ミッドフィールダー。

## クラブ経歴
2010年夏、一週間の練習参加を経てクルセイダーズFCと週給70ポンドの契約を結んだ。8月7日のドネガル・セルティックFC戦でプロデビュー。
2012年4月12日、ブレントフォードFCへの加入内定が発表され、夏に移籍した。
2015年8月4日、リーズ・ユナイテッドAFCに3年契約で移籍。移籍金は推定130万ポンド。8月8日の第1節バーンリーFC戦で移籍後初出場。12月17日のウルヴァーハンプトン・ワンダラーズFC戦で移籍後初ゴール。
2021-22シーズン終了直前の2022年5月2日に右足の大腿骨を骨折。翌シーズンはその影響からか全く出場機会がなく、チームも2部に降格した。
2024年4月10日、現役引退を表明した。

## 代表歴
2010－11シーズン終盤、ダブリンで開催される2011 ネイションズカップのメンバーに選ばれた。ウェールズ代表戦で63分にクレイグ・キャスカートとの交代でピッチに入りA代表デビュー。
UEFA EURO 2016ではポーランド代表戦とウクライナ代表戦に出場した。

### ゴール
| No | 開催日        | 開催地       | 対戦国           | 得点 | 結果 | 試合概要                    | Ref    |
| -- | ------------- | ------------ | ---------------- | ---- | ---- | --------------------------- | ------ |
| 1. | 2015年5月31日 | クルー       | カタール         | 1–0  | 1–1  | 親善試合                    | [ 15 ] |
| 2. | 2017年6月10日 | バクー       | アゼルバイジャン | 0–1  | 0–1  | 2018 FIFAワールドカップ予選 |        |
| 3. | 2018年9月11日 | ベルファスト | イスラエル       | 2-0  | 3-0  | 親善試合                    |        |

## タイトル

### クラブ
クルセイダーズ
- 北アイルランド・フットボールリーグカップ: 2011–12
- セタンタ・スポーツカップ: 2012

リーズ・ユナイテッド
- EFLチャンピオンシップ: 2019-20